# Прапор Південної Дакоти
Прапор Південної Дакоти (англ. Flag of South Dakota) — один з державних символів американського штату Південна Дакота.

## Опис
Прапор являє собою синє прямокутне полотнище з розташованою в центрі печаткою штату Південна Дакота. На печатці зображені річка з річковим човном, фермер, худоба, шахта та пагорби. Цей дизайн представляє промисловість, сільське господарство, природні ресурси та промисловість, які були важливими для Південної Дакоти протягом всієї її історії. На печатці також вказаний рік, коли Південна Дакота стала штатом США — а саме 1889 рік. Печатку оточують золоті трикутники, які уособлюють сонячні промені. Навколо них зверху великими літерами зображений напис «South Dakota» (укр. Південна Дакота) та «The Mount Rushmore State» (укр. Штат гори Рашмор) знизу під печаткою. Раніше напис знизу був «The Sunshine State» (укр. Сонячний штат), поки його не змінили у 1992 році.
Згідно з опитуванням, проведеним у 2001 році Північноамериканською вексилологічною асоціацією, прапор Південної Дакоти був визнаний одним із найгірших серед 72 прапорів штатів США, територій США та канадських провінцій: він розмістився лише на 68 місці.

## Присяга прапору
Офіційна присяга прапору має наступний текст:
|  | Я обіцяю вірність і підтримку прапору та штату Південна Дакота, землі сонячного світла, землі нескінченного різноманіття Оригінальний текст (англ.) I pledge loyalty and support to the flag and state of South Dakota, land of sunshine, land of infinite variety. |

## Галерея

Прапор Південної Дакоти, 1909-1963
Прапор Південної Дакоти, 1963-1992